# 랩 록
랩 록(Rap Rock)은 록 음악과 힙합 음악의 퓨전 장르이다. 보컬과 힙합의 악기부, 다양한 록의 형태를 섞어놓은 것으로 펑크 록과 헤비 메탈을 포함한다.
하위 장르로는 랩 메탈 (rap metal)과 랩코어(rapcore)가 있다. 랩 메탈은 더 헤비 메탈 지향적인 장르를, 또 랩코어는 하드코어 펑크 지향적인 밴드를 가리키는 하부 장르로 사용된다.

## 같이 보기
- 뉴 메탈